# ویلیام لاندائو
ویلیام لاندائو (انگلیسی: William Landau؛ ‏ ۱۰ اکتبر ۱۹۲۴ – ۲ نوامبر ۲۰۱۷) پزشک متخصص اعصاب اهل ایالات متحده آمریکا و استاد دانشگاه واشینگتن در سنت لوئیس بود. تخصص او در زمینه سکته‌های مغزی و اختلال‌های حرکتی بود و نامش امروزه در سندرم لاندو-کلفنر ماندگار شده است.
لاندائو در ۲ نوامبر ۲۰۱۷ به دلایل طبیعی در خانه خود در یونیورسیتی سیتی درگذشت. او هنگام مرگ ۹۳ سال داشت.